# Sylvia Sasse
Sylvia Sasse (* 1968 in Magdeburg) ist eine deutsche, in der Schweiz lehrende Slawistin und Literaturwissenschaftlerin.

## Leben
Sasse studierte Slawistik und Germanistik an der Universität Konstanz und der Universität St. Petersburg. 1999 wurde sie in Konstanz am Graduiertenkolleg „Theorie der Literatur und Kommunikation“ mit einer Arbeit zur Sprachphilosophie des Moskauer Konzeptualismus promoviert, insbesondere der Gruppen Kollektive Aktionen und Medizinische Hermeneutik sowie über die Prosa Wladimir Sorokins. Zwischen 1999 und 2002 war sie als Postdoktorandin am Graduiertenkolleg „Körper-Inszenierungen“ an der Freien Universität Berlin beschäftigt, von 2002 bis 2005 wissenschaftliche Mitarbeiterin am Zentrum für Literatur- und Kulturforschung und 2003 Fellow der Alexander von Humboldt-Stiftung an der UC Berkeley.
Im November 2005 erfolgte die Habilitation an der FU Berlin. 2005/06 war sie zunächst Gastprofessorin am Institut für Slawistik der Humboldt-Universität zu Berlin, anschließend erhielt sie dort einen Ruf auf den Lehrstuhl für Ostslawische Literaturen und Kulturen. 2008 wurde sie auf den Lehrstuhl für Slavistische Literaturwissenschaft an der Universität Zürich berufen, den sie im August 2009 antrat.
2018 erhielt sie gemeinsam mit Inke Arns und Igor Chubarov den Justus Bier Preis für Kuratoren für das Projekt und die Publikation „Sturm auf den Winterpalast - Forensik eines Bildes“ im Hartware MedienKunstVerein im Dortmunder U.
Sie ist Mitbegründerin des Zentrums Künste und Kulturtheorie und Herausgeberin der Onlinemagazine Geschichte der Gegenwart und Novinki. Außerdem ist sie Mitglied im Zentrum Geschichte des Wissens der Universität Zürich und ETH Zürich.
Sasse lebt mit ihrem Partner, dem Literaturwissenschaftler Sandro Zanetti, und den gemeinsamen Söhnen in Zürich.

## Schriften

### Als Autorin
- Texte in Aktion. Sprech- und Sprachakte im Moskauer Konzeptualismus, Fink, München, 2003, ISBN 978-3-7705-3575-0.
- Wortsünden. Beichten und Gestehen in der russischen Literatur, Fink, München, 2009, ISBN 978-3-7705-4629-9.
- Michail Bachtin zur Einführung, Junius, Hamburg, 2010, ISBN 978-3-88506-659-0.
- Verkehrungen ins Gegenteil. Über Subversion als Machttechnik, Matthes & Seitz, Berlin 2023, ISBN 978-3-7518-0566-7.
- Subversive Affirmation. Kritik der Kritik revisited. Diaphanes, Zürich 2024, ISBN 978-3-0358-0188-0.

### Als Herausgeberin (Auswahl)
- mit Gertrud Koch und Ludger Schwarte: Kunst als Strafe. Zur Ästhetik der Disziplinierung, Fink, München, 2002
- mit Stefanie Wenner: Kollektivkörper. Kunst und Politik von Verbindung, transcript, Bielefeld, 2002
- mit Magdalena Marszałek: Geopoetiken. Geographische Entwürfe in den mittel- und osteuropäischen Literaturen, Kadmos, Berlin, 2010
- Michail Bachtin. Zur Philosophie der Handlung.  (Aus dem Russischen von Dorothea Trottenberg.) Matthes & Seitz, Berlin, 2011
- mit Gianna Frölicher: Gerichtstheater. Drei sowjetische Agitgerichte, LLV, Leipzig, 2015
- mit Inke Arns, Igor Chubarov: Nikolaj Evreinov & andere: Der Sturm auf den Winterpalast, diaphanes, Berlin, Zürich, 2017, ISBN 978-3037349809
- mit Dieter Mersch, Sandro Zanetti: Ästhetische Theorie, diaphanes, Berlin, Zürich 2019, ISBN 978-3037349816
- mit Kata Krasznahorkai: Artists & Agents. Performancekunst und Geheimdienste, spector books Leipzig 2019, ISBN 978-3959053136

## Ausstellungen
- mit Inke Arns: Sturm auf den Winterpalast: Geschichte als Theater, Gessnerallee Zürich, 23. Sept. – 25. Okt 2017; Der Sturm auf den Winterpalast. Forensik eines Bildes, HMKV Dortmund, 25. Nov. 2017 – 8. April 2018; Atak na Pałac Zimowy. Dochodzenie w sprawie pewnego obrazu (Sturm auf den Winterpalast. Forensik eines Bildes), Muzeum Sztuki (ms1), Lodz (PL), 7. April–3. Juni 2018.
- mit Inke Arns und Kata Krasznahorkai: Artists & Agents. Performancekunst und Geheimdienste, HMKV Dortmund, 26. Oktober 2019 – 19. April 2020.[5]